# توره پی‌دبلیوسی
توره پی‌دبلیوسی (انگلیسی: Torre PwC) آسمان‌خراش اداری ۵۲ طبقه مستقر در شهر مادرید، اسپانیا است، که پروژه ساخت آن در سال ۲۰۰۴ آغاز شد و در سال ۲۰۰۸ به بهره‌برداری رسید.